# 원준 (기업)
원준(One Joon Co. Ltd.)은 대한민국의 2차전지 소재 생산 열처리 솔루션 기업이다. 본사는 경기도 수원시 권선구 산업로 174-29 에 위치해 있다. 대표이사는 이성제이다. MLCC 소성용 RHK(Roller Hearth Kiln)를 최초로 국산화하였으며 삼성전기의 협력업체로 등록되어 있다

회사의 주요 거래처에는 2차전지 소재 제조업체 포스코케미칼, LG화학, 에스엠랩, 에코프로비엠 등이 있다

## 역사
2019년 천만 불 수출의 탑 수상한 적이 있다.

## 상장
2021년 10월 7일 주관사를 NH투자증권으로 공모가 65,000원(희망 공모가 밴드 52,000 ~ 60,000원)로 상장하였다.

## 참고 문헌
1. ↑  김재윤, 한국IR협의회 기술분석보고서-원준, 2023.06.21
2. ↑  김민영, 원준, 삼성전기 전고체 배터리 개발 소식에…'상한가', 아시아경제, 2024.09.23
3. ↑  김경아, 원준, 전기차 포비아에...반고체 배터리 대량기술 개발 주목↑, 파이낸셜뉴스, 2024.08.27